# Chart.js
Chart.js 是一個免費開源的 JavaScript 資料視覺化工具庫，支持 8 種圖表類型：條形圖、折線圖、面積圖、圓餅圖（甜甜圈）、氣泡圖、雷達圖、極坐標圖和散點圖。由倫敦的網頁開發者 Nick Downie 在 2013 年創建，現在由社群維護。雖然 Chart.js 可客製化的程度較低，但因為易於使用，成為 GitHub 上第二受歡迎的 JavaScript 資料視覺化工具庫（僅次於 D3.js）。Chart.js 渲染於 HTML5 的 canvas 標籤中。開放原始碼的授權為 MIT。

## 外部連結
- 官方网站